# EPIC 2014

EPIC 2014 est un film d'animation réalisé en Flash (ou "Flash Cartoon"), d'une durée de 8 minutes, diffusé en novembre 2004 par Robin Sloan et Matt Thompson, sous licence Creative Commons.
Par le biais d'un "musée de l'histoire des médias" fictionnel (Museum Of Media History), le film décrit les étapes imaginaires du développement du Web et de l'industrie des médias jusqu'en 2014. La narration s'effectue sous la forme d'une voix off commentant des images défilant à l'écran, représentant des logos de compagnies existantes et imaginaires (par exemple Googlezon).